# ميك ميرفي (سياسي)
ميك ميرفي (بالإنجليزية: Mick Murphy)‏ هو سياسي بريطاني، ولد في 6 فبراير 1942 في المملكة المتحدة. حزبياً، نشط في شين فين. في انتخابات الجمعية التشريعية لأيرلندا الشمالية، 1998 ‏، انتخب عضو الجمعية التشريعية الأولى لأيرلندا الشمالية عن دائرة South Down (Assembly constituency) ‏ وقد انضم خلال فترته النيابية ‏ (25 يونيو 1998 – 28 أبريل 2003)  للكتلة البرلمانية شين فين.